# Jarno Libert
Jarno Libert (Leuven, 2 mei 1997) is een Belgisch voetballer. Hij is een middenvelder die ook als verdediger opgesteld kan worden. Sinds 2019 staat hij onder contract bij Lierse Kempenzonen.

## Carrière
In de voorbereiding op het seizoen 2017/18 mocht Jarno Libert van trainer Dennis van Wijk de overstap maken van de jeugd naar de A-kern. Door enkele blessures in de selectie kreeg Libert ook enkele speelkansen. Op 12 augustus 2017 maakte hij in de Proximus League tegen KSV Roeselare zijn officiële debuut voor de Leuvense club. Hij mocht toen na 60 minuten invallen voor Jovan Kostovski en scoorde een kwartier later het enige Leuvense doelpunt van de wedstrijd, die uiteindelijk met 3–1 zou verloren worden. In september werd Van Wijk vervangen door Nigel Pearson. Ook onder de Engelsman kreeg hij regelmatig speelkansen. In november 2017 ondertekende hij bij OH Leuven een profcontract tot 2020.
In augustus 2019 ruilde Libert zijn opleidingsclub OH Leuven in voor RWDM in Eerste klasse amateurs. Na zijn debuutseizoen promoveerde Libert met RWDM om administratieve redenen naar Eerste klasse B. In het seizoen 2020/21 speelde hij er 23 van de 28 competitiewedstrijden, waarvan negentien keer als basisspeler. Ook in zijn tweede seizoen miste hij nauwelijks een wedstrijd. Op 4 september 2021 hielp hij zijn club aan de bekerkwalificatie door het enige doelpunt van de wedstrijd te scoren tegen URSL Visé.

## Statistieken
| Seizoen | Club                | Land            | Competitie             | Competitie | Competitie | Beker | Beker | Supercup | Supercup | Europees | Europees | Totaal | Totaal |
| Seizoen | Club                | Land            | Competitie             | Wed.       | Dlp.       | Wed.  | Dlp.  | Wed.     | Dlp.     | Wed.     | Dlp.     | Wed.   | Dlp.   |
| ------- | ------------------- | --------------- | ---------------------- | ---------- | ---------- | ----- | ----- | -------- | -------- | -------- | -------- | ------ | ------ |
| 2017/18 | Oud-Heverlee Leuven | Vlag van België | Proximus League        | 21         | 1          | 0     | 0     | —        | —        | —        | —        | 21     | 1      |
| 2018/19 | Oud-Heverlee Leuven | Vlag van België | Proximus League        | 14         | 1          | 0     | 0     | —        | —        | —        | —        | 14     | 1      |
| 2019/20 | RWDM                | Vlag van België | Eerste klasse amateurs | 20         | 1          | 0     | 0     | —        | —        | —        | —        | 20     | 1      |
| 2020/21 | RWDM                | Vlag van België | Proximus League        | 23         | 1          | 0     | 0     | —        | —        | —        | —        | 23     | 1      |
| 2021/22 | RWDM                | Vlag van België | Proximus League        | 22         | 1          | 2     | 1     | —        | —        | —        | —        | 24     | 2      |
| TOTAAL  | TOTAAL              | TOTAAL          | TOTAAL                 | 100        | 5          | 2     | 1     | 0        | 0        | 0        | 0        | 102    | 6      |

Bijgewerkt op 20 maart 2022.